# 使役動物

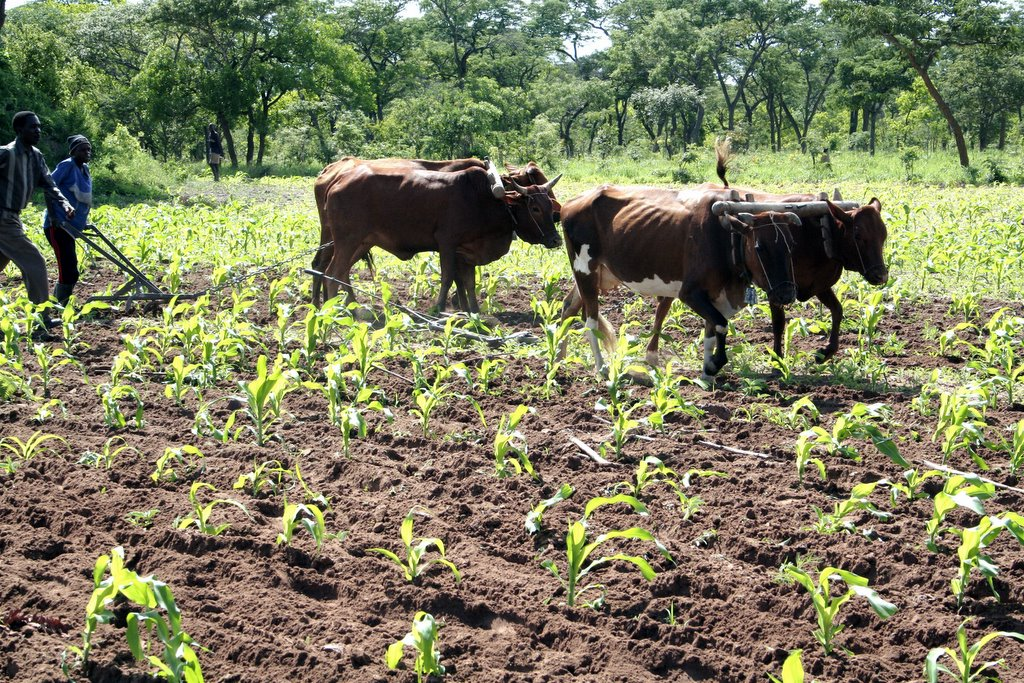
耕作のために鋤をウシに牽かせている例

使役動物（しえきどうぶつ、英: working animal）は、人が使役する、つまり働かせる動物である。
使役動物の歴史は農耕よりも古い可能性がある。なぜなら農耕開始以前の狩猟採集社会ですでに犬が利用されていた可能性があるからである。
世界中で数多くの動物が飼い主のために働いている。
使役動物は通常は家畜であるが、野生動物を捕獲して利用することもある。家畜の使役動物、特に馬や犬などでは、特定の目的に適するように品種改良が行われることがある。象やイルカなどは今でも野生のものを捕獲して利用することがある（飼育下の繁殖率が高くないためである）。
材木輸送に用いられる象のように半家畜化された動物であることもあれば、盲導犬のように家族同然の動物であることもある。
特に使役に使うイヌは使役犬という。
使役動物の一部はその乳も利用される。死ぬとその肉や皮は食肉や皮革などとして利用される。

## 筋力を利用する使役動物

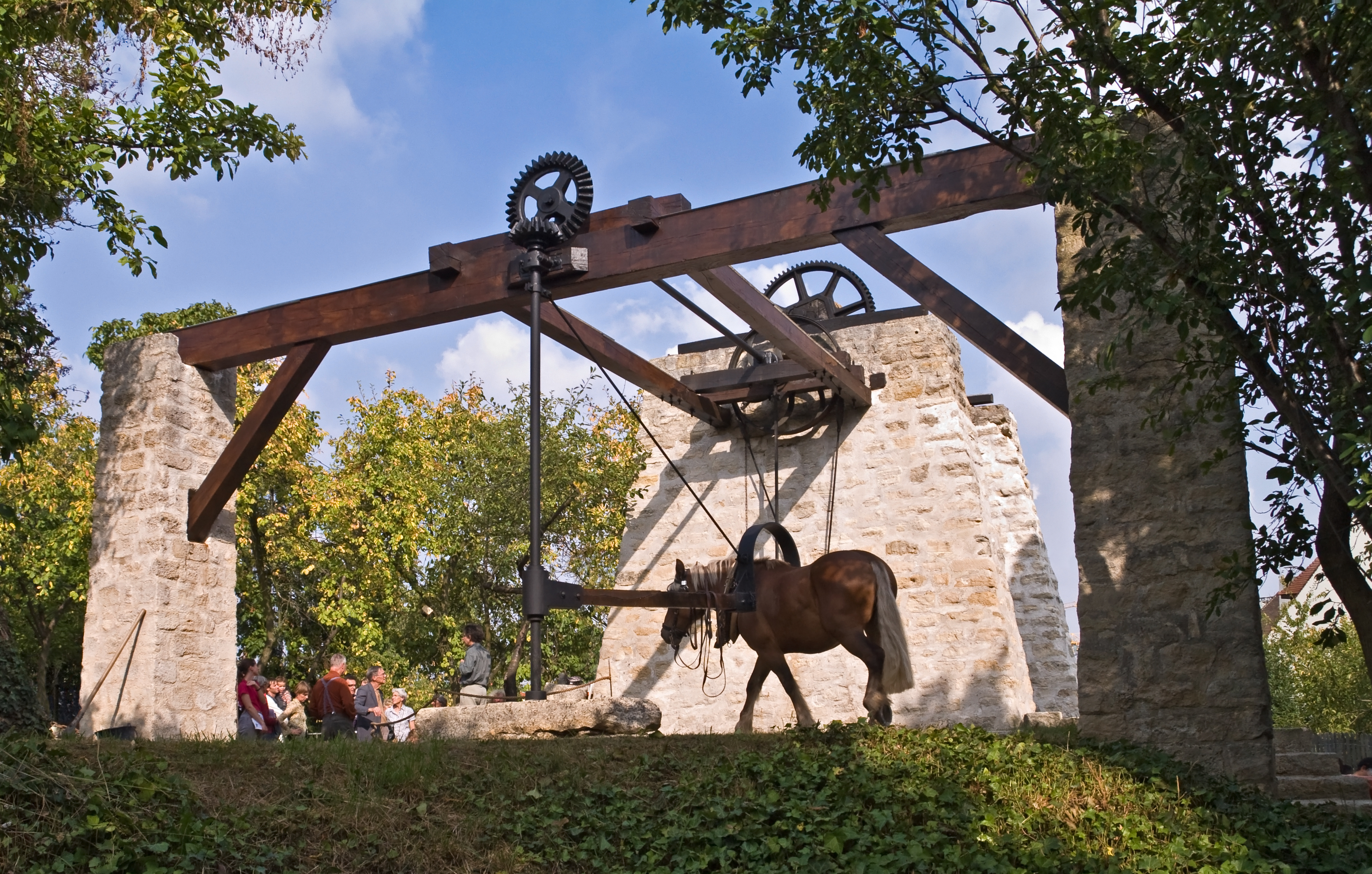
動力源として利用されるウマ

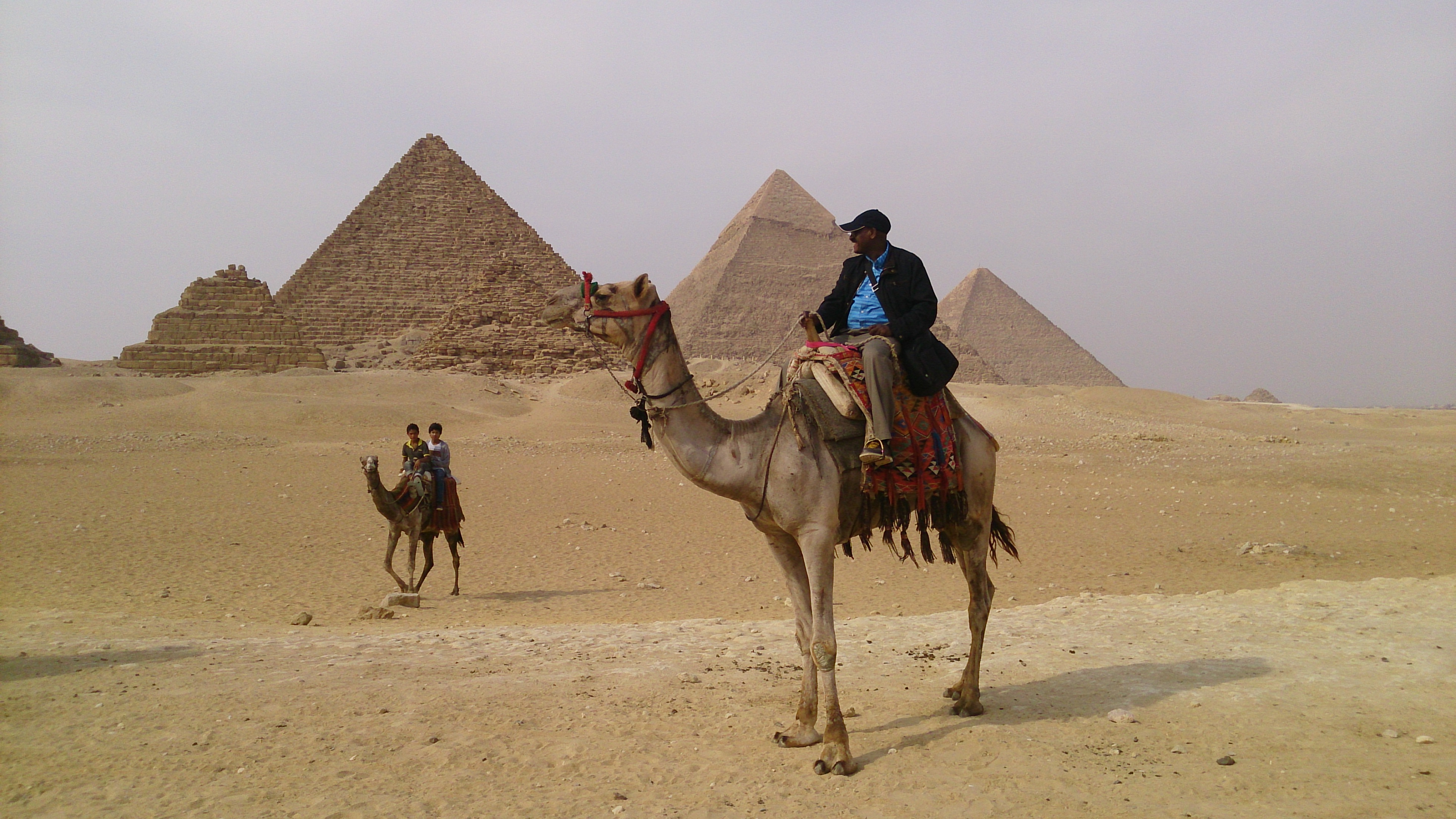
乗用のラクダ

荷物を運んだり、車両やソリ、犂を牽いたりするために用いられる使役動物は、特に役畜（えきちく）という。
車両・ソリ・犂などの牽引に用いる動物は輓獣という。サトウキビや麦をすりつぶすといった目的で、円運動をさせて動力を得るためにも用いられる。
荷物を載せて運送に使う動物は駄獣という。
人が乗り物として使う動物は乗用獣という。乗用獣としては馬、ロバ、ラクダ、象などを挙げることができる。馬の場合は特に乗用馬という。

## 狩る性質を利用する使役動物
肉食動物はもともと獲物を狩る性質があり、その性質を利用する。たとえば狩猟に動物を利用することはそうであり、食料調達目的の狩りでも、スポーツハンティング目的でも、農作物・家畜に害をなすと考えられる害獣を駆除する目的でも使われる。

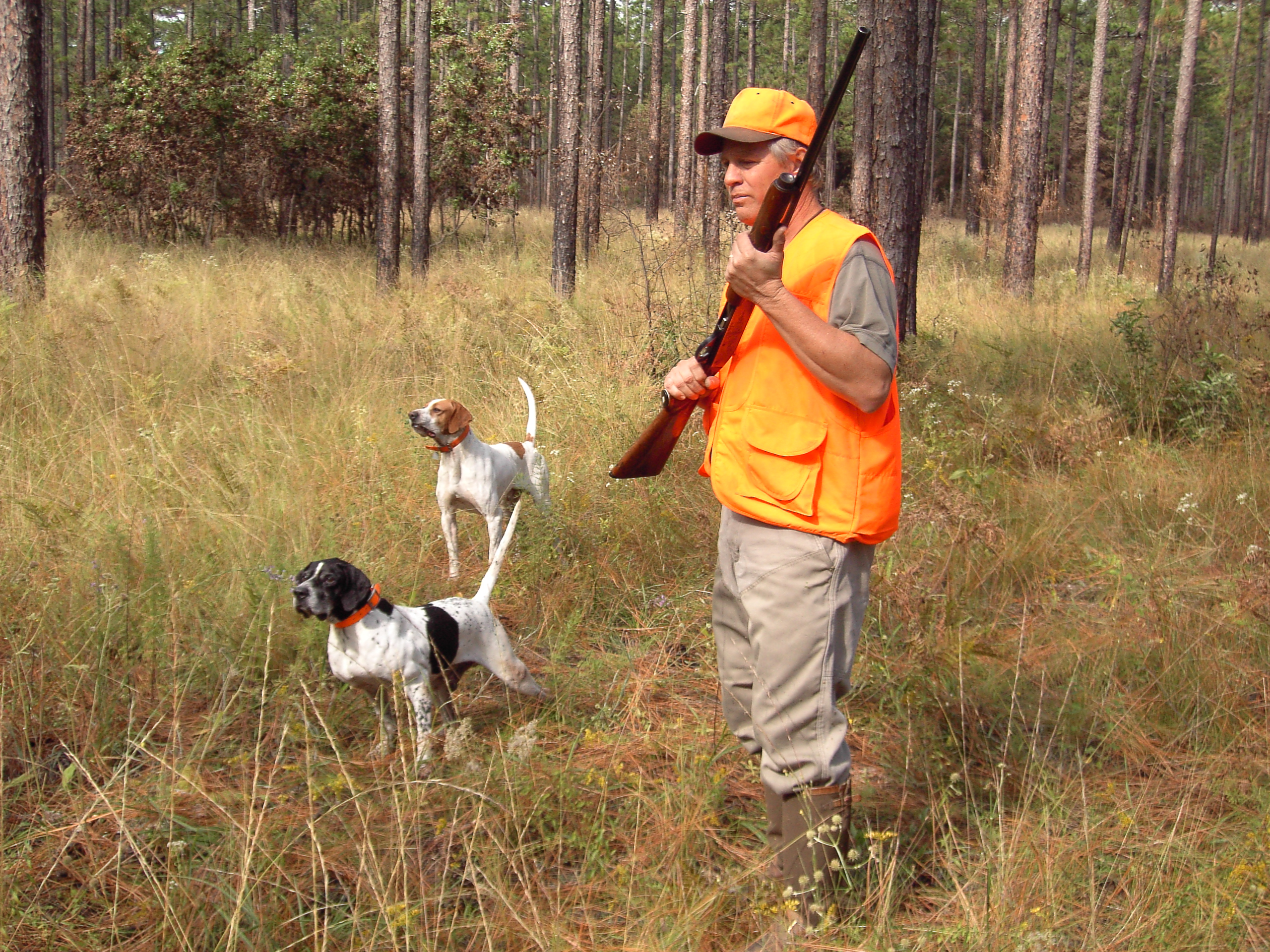
猟犬

- ネコは肉食動物であり、特に訓練しなくても小動物を狩る性質があり、ネズミなどを駆除するために使われている。その歴史は長く、人間が農耕を開始して以来、収穫物をネズミなどから守るために利用されており、木造の帆船が使われていた大航海時代には、船体の材木がネズミにかじられ穴があき沈没してしまうことを防ぐため、あるいは船内の貯蔵食糧をネズミの害から守るために船上でネコを飼うことが常識化した。
- 鷹狩は、鷹が小型の鳥や小動物を狩る性質を利用し、鷹匠が訓練を重ねてから使う。
- 鵜飼いは、鵜が魚を捕獲する性質を利用し、鵜匠が訓練を重ねてから使う。
- 犬（雑食性）の一部も狩る性質を持っており猟犬として利用されている。ポインターやセッターは狩猟目的のために品種改良された犬種である。ハウンドは、獲物を狩り、回収するために用いられる。レトリバーは獲物の回収に使われる。
- フェレットは、ウサギなど穴の中で生息する動物を捕獲する。
- 野生のイルカの中には、船べりを叩く音に応じて魚の群れを網に追い込むなど、協同漁業のような関係を人間と築いている例がいくつかあり、イラワジ川などで確認されている[1]。

## 鋭い感覚を利用
- 犬は嗅覚が鋭いので、その嗅覚を利用して探索や捜索に使われる。警察犬は、犯罪者や脱獄囚の捜索、行方不明者などの捜索救難に用いられる。雪崩や崩壊した建物などに生き埋めになった人の捜索救難にも用いられる。麻薬探知犬は荷物に隠された麻薬を捜索する目的で利用されている。
- 犬や豚は、優れた嗅覚を利用して、トリュフ（セイヨウショウロ）という高級食材を集める目的で利用される。
- 犬（やネズミ）は、その鋭い嗅覚を利用して、地雷の探知に使われることがある。
- 馬は広い地域で人間を捜索するために使われることがある。周囲の状況に鋭く反応する性質があるので、行方不明になった人がいるといった通常ではない現象に反応して捜索者に知らせることがある。また訓練されると犬のように匂いを追うことができる馬もいる。
- アメリカ沿岸警備隊は、海難捜索において鳩の使用を検討した(プロジェクト・シーハント)ものの、ヘリコプターと鳩の相性の悪さにより失敗した[2]。

## 警戒し、見張り、攻撃する性質を利用

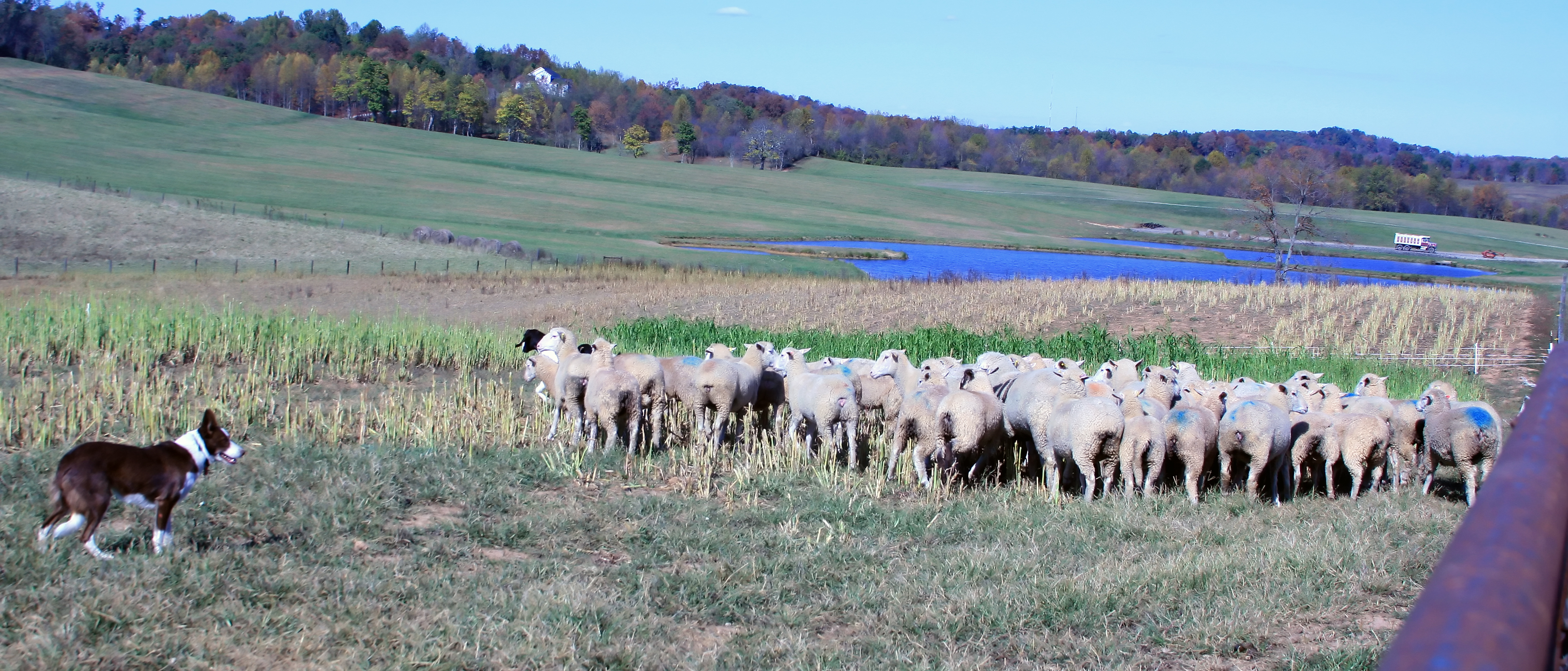
牧羊犬

- 牧羊犬は羊の群れを見張り、誘導する。またオオカミが家畜に近づいたり、盗人が家畜を盗もうとするのを発見し、攻撃・撃退する。（なお馬の一部にも、羊の群れを監視し、乗り手を群れのコントロールに適した場所に導く役割を果たすものがいる。）
- 番犬や軍用犬（警備犬）は家屋や施設の周辺を見張り、不審者を発見し、威嚇・撃退する目的で使われる。

## 飼い主への忠誠心や愛情を利用
イヌは人類と暮らしてきた歴史が長く、最初から人に飼われているイヌは人に対して忠誠心や愛情を示すので、それを利用して使役犬として使われる。
盲導犬は視覚障害者を安全・快適に誘導する仕事を行い、聴導犬は聴覚障害者の代わりに音を聴き生活に必要な音が聞こえたら主人にタッチしてそれを知らせその音の場所に誘導する。
なお、猿も介助猿という形で用いられることがある。

## 帰巣本能を利用

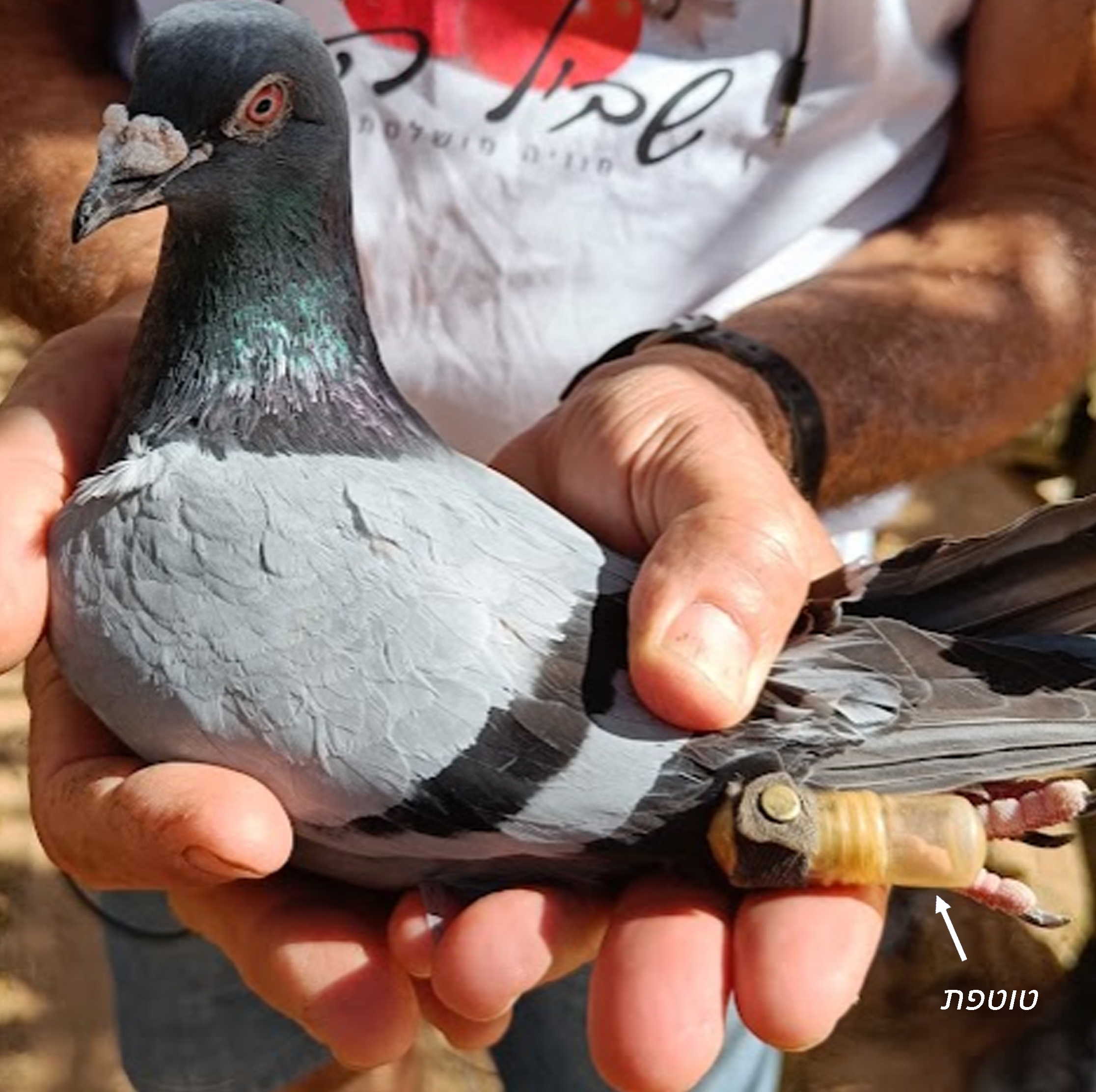
伝書鳩

伝書鳩は、帰巣本能（住み馴れた自分の巣に戻る性質）を利用し手紙類を届けるのに使われた。あらかじめ旅などに伝書鳩を連れてゆき、手紙を自宅（や本部）に届ける必要が生じた時に鳩の足に小さな手紙をつけて空中に放った。高確率で帰巣するが、あまりに長距離の場合や、悪天候の場合、また途中で攻撃的な鷹や鷲が多い地域があると襲われるなどして、帰巣に失敗することもある。現在では、手紙運搬の実用で使われることはほぼ無いが、伝書鳩を使ったレース（競技）が行われているので主に競技用に飼われている。

## 木に登る性質を利用

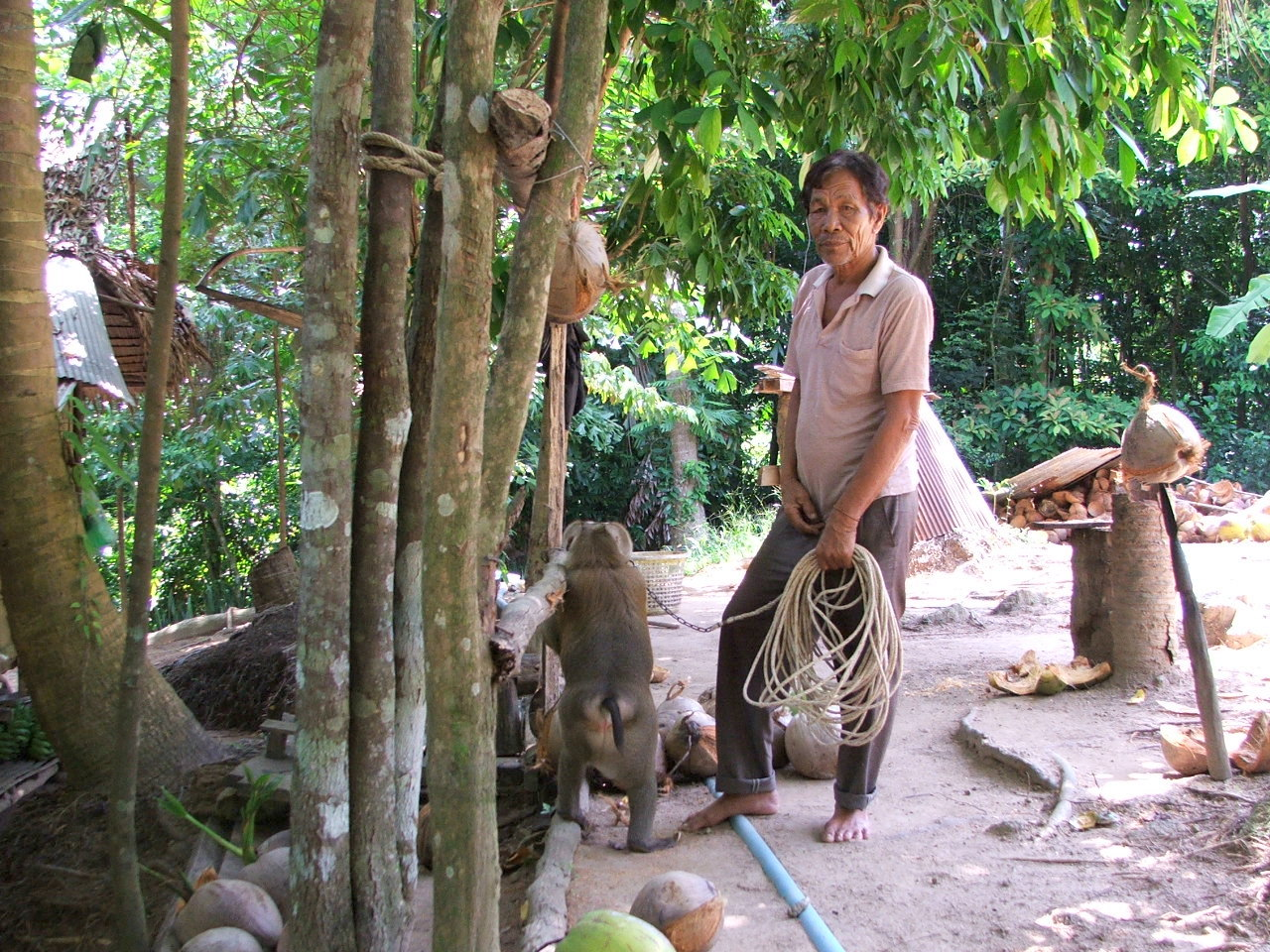
ココナッツを採るサル

タイ王国のサムイ島では、木の上のココナッツを採るのに猿が使われている。

## 他
ヤギが草をはむ性質を利用し除草に使うことも、ミツバチが蜜を集める時に花粉をめしべにつける性質を利用して、農家が栽培する植物の受粉に意図的に使うことや、合鴨が昆虫をとらえる性質を利用し合鴨農法を行うことや、牧畜の糞の処分に糞虫を使うことも、使役動物として使っていることになる。
サーカスの伝統的で典型的な見せ物だった馬の曲芸（現在は動物愛護の観点からほとんどの国で規制されている）、大道芸の熊使い、猿回し、ドッグショーなどは、あらかじめ動物に訓練を施しておいて、芸を人に見せる仕事をさせるものである。
ソ連の宇宙犬は人の身代りとして使われた使役動物といえる。
対戦車犬は、悲惨な仕事をさせられた例である。